# Eopenthes tarsalis
Eopenthes tarsalis är en skalbaggsart som beskrevs av Sharp 1908. Eopenthes tarsalis ingår i släktet Eopenthes och familjen knäppare. Inga underarter finns listade i Catalogue of Life.